# Pokémon

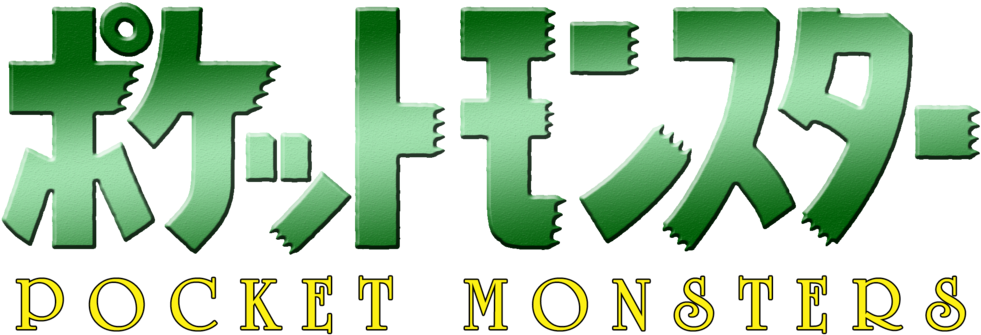
Japanska "Pocket Monsters"-logotypen från 1996.

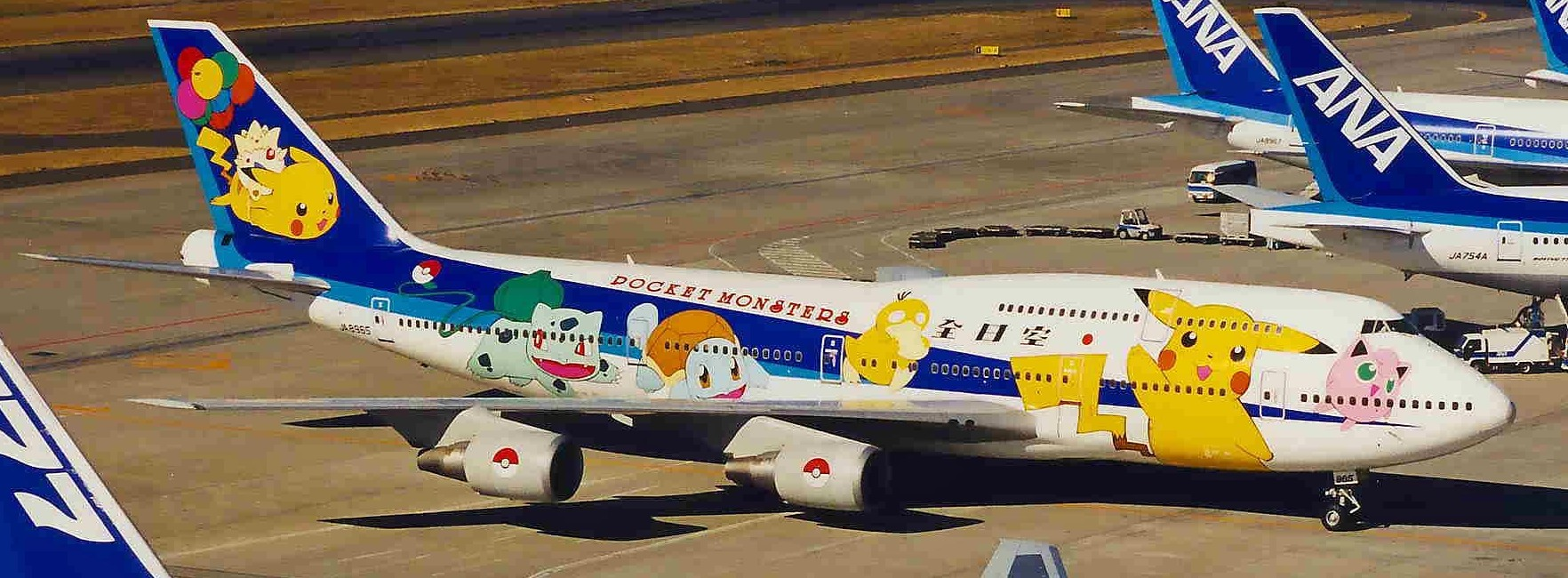
Japanskt trafikflygplan målat i "Pocket Monsters"-tema 1998.

Pokémon (japanska: ポケモン, förkortning av ポケットモンスター, Pokettomonsutā, Pocket Monsters, "fickmonster" kort: pkmn), är en japansk media-franchise, ursprungligen som datorspelserie 1996. Pokémon finns bland annat som spel till Nintendos spelkonsoler, TV-serier, långfilmer, samlarkortspel, serietidningar m.m. Fenomenet skapades av Satoshi Tajiri kring 1996–1997. Genom att utnyttja samverkan mellan olika medier kom Pokémon att bli ett kulturellt fenomen under andra halvan av 1990-talet för vissa yngre åldersgrupper och framförallt figuren Pikachu är närmast att betrakta som en global kulturikon. Ordet "Pokémon" är identiskt i både singular och plural och böjs endast i genitiv till "Pokémons". Det är alltså grammatiskt korrekt att säga "en Pokémon" och "många Pokémon", liksom "en Pikachu" och "många Pikachu". Det finns 1 019 olika Pokémon (om man exkluderar former) sedan lanseringen av spelen Pokémon Scarlet och Violet.
Produkterna skapades av Game Freak åt Nintendo, som noga bevakar de immateriella rättigheterna.
År 2000 omfattade konceptet totalt 1 000 produkter, vilket bland annat innefattade tv-spel, pennor, mjukisar och spelkort.
I Pokémonvärlden finns det ett fåtal djur men de flesta är ersatta av Pokémon. I Pokémonvärlden så finns det nio regioner än så länge. De nio regionerna i ordning är: Kanto, Johto, Hoenn, Sinnoh, Unova, Kalos, Alola, Galar och Paldea. I Kanto, Johto, Hoenn, Sinnoh, Unova, Kalos, Galar och Paldea så är många ungdomars högsta önskan att vinna mot de åtta Gym-ledarna i respektive region och att bli mästaren av regionen. I Alola är allt likadant fast istället för att utmana åtta Gym-ledare så utmanar man sju Provkaptener och fyra Ökahunor.
Originalet är på japanska och uttydningen av namnet blir "Pocket Monsters" (fickmonster), vilket också de första spelen hette i Japan. När de sedan skulle lanseras i USA fanns redan en produkt registrerad under ett liknande namn. Man använde då istället den förkortning som bland japanska Pokémonspelare hade blivit ett väl använt begrepp, "Pokémon". I Japan finns butiker som specifikt säljer Pokémon.

## Konceptet

Pokémon är en av historiens mest framgångsrika spelserier och dess kulturella inflytande har spridit sig långt bortom datorspelsvärlden. Bilden föreställer en Boeing 747 från All Nippon Airways, dekorerad med Pokémon-figurer.

De traditionella pokémonspelen går ut på att bli den största pokémontränaren någonsin och fånga och registrera alla pokémon i sin pokédex, vilken är en portabel guide med information om alla pokémon och deras egenskaper. Dessa spel brukar komma i bärbart format och släppas två och två och sedan följas av en tredje version. Varje sådan här triplett brukar kallas för en generation. De tre spelen i en generation utspelar sig i samma värld och har samma mängd pokémon som ska fångas, men de skiljer sig åt på olika sätt. De två första spelen är i regel mycket lika, och det som skiljer kan vara namn på olika rollfigurer och vilka pokémon som går att fånga. Det tredje spelet i varje generation får ofta lite nya funktioner. Att det finns olika pokémon att fånga i de tre spelen gör att spelare tvingas byta pokémon mellan de olika spelen för att få en full pokémonlista.

## Pokémon-spel
Pokémon utkom från början som Game Boy-spel. De två första spelen som släpptes var Pokémon Red och Pokémon Green till Game Boy. Pokémon Green släpptes exklusivt i Japan. De två första spel som släpptes internationellt var Pokémon Red och Blue. Utöver dessa har det släppts flera spel på Nintendos konsoler.

### De traditionella spelen
I pokémon-spelen ikläder spelaren sig rollen som en aspirerande Pokémontränare som ska fånga alla existerande pokémon och besegra pokémoneliten (Elite Four). Man fångar Pokémon med "pokébollar" (Pokéballs), men man kan även få Pokémon vid speciella tillfällen eller byta till sig Pokémon från andra tränare eller andra spelare.
I början av spelet får spelaren välja mellan en av tre Pokémon av eld-, vatten- eller grästyp, med ett eventuellt sekundärt element. Samtidigt finns det en rival till spelaren som dyker upp under spelets gång; han/hon får välja en av de två pokémon som spelaren inte valde och väljer alltid den som har ett element som är effektivt mot spelarens pokémon.
Med varje ny generation måste man byta Pokémon, som inte förekommer i den nya generationen, med spel ur de äldre generationerna, om bakåtkompatibilitet finns.
Under spelets gång finns andra pokémontränare utspridda som spelaren kan kämpa mot. Man strider då med sina pokémon och vinner om man besegrar den andra tränarens alla pokémon. Vid vinst får ens pokémon erfarenhetspoäng (exp.) och tränaren får pengar. När pokémon får tillräckligt med erfarenhet kan de nå en ny nivå (lv.). Vid specifika nivåer kan en pokémon lära sig nya förmågor eller utvecklas till en ny, ofta kraftfullare, pokémon. Den maximala nivån för en pokémon är 100. Man kan också kämpa mot vilda pokémon som man stöter på i naturen. I en strid kan man använda alla pokémon man har med sig för tillfället; man kan som mest ha sex pokémon i sitt lag. Om en av ens pokémon blir besegrad kan man kämpa vidare med nästa, eller fly om det är en vild pokémon man strider mot. Om en pokémon blir besegrad svimmar den och man kan då rehabilitera den i ett pokémoncenter (sjukhus för pokémon).
Förutom att använda sina pokémon för att kämpa i strider kan man även ta hjälp av dem i andra situationer. Om de har lärt sig speciella förmågor såsom surf, fly (flyga) eller dig (gräv), kan man simma, flyga till en tidigare besökt stad eller snabbt gräva sig ut ur grottor. De flesta av dessa speciella förmågor kallas Hidden Machines (H.M.) och skiljer sig från förmågorna Technical Machines (T.M.) som bara går att lära ut en gång eftersom de sedan blir förbrukade. HM:s kan läras ut hur många gånger som helst. Varje pokémon kan bara komma ihåg fyra förmågor på samma gång, om man vill att den skall lära sig en ny förmåga när den redan kan fyra måste man tvinga den att glömma en äldre förmåga. Det går dock inte att ersätta en förmåga lärd av en HM; dessa kan bara tas bort från en pokémons lärda förmågor av en så kallad Move deleter.
För att kunna komma till pokémoneliten krävs att man besegrar åtta gymledare i spelet och förtjänar deras gymnålar. Gymledarna är starkare än vanliga tränare i samma område, och när man besegrat dem ger de, förutom gymnålen, fördelar till spelaren. Fördelarna kan vara att kunna hantera pokémon av högre nivå som spelaren själv inte fångat eller förmågan att använda Hidden Machines utanför strider.
En sidohandling i spelen är att en eller flera organisationer, som brukar heta något med Team, försöker att mer eller mindre ta över världen. Det är spelarens uppgift som pokémontränare att stoppa dessa organisationer. I Team Aqua, samt Team Magma har Pokémontränarna typiska pokémon av speciella typer (exempelvis har Team Aqua vattentyper och Team Magma eld- och marktyper), medan i Team Rocket, Team Galactic och Team Plasma har tränarna Pokémon från området man befinner sig i.
I spelen brukar det även finnas olika minispel, till exempel det klassiska Game Corner. Det består av olika kasinoliknande spel där man byter in sin vinst mot priser, som Technical Machines eller pokémon.
| Namn                                        | Släppdatum i Europa | Plattform        | Noter                                                       |
| ------------------------------------------- | ------------------- | ---------------- | ----------------------------------------------------------- |
| Pokémon Röd och Blå                         | 8 oktober 1999      | Game Boy         |                                                             |
| Pokémon Gul                                 | 16 juni 2000        | Game Boy         | Uppföljare på Pokémon Röd och Blå samt inspirerad av animen |
| Pokémon Guld och Silver                     | 6 april 2001        | Game Boy Color   |                                                             |
| Pokémon Crystal                             | 1 november 2001     | Game Boy Color   |                                                             |
| Pokémon Ruby och Sapphire                   | 25 juli 2003        | Game Boy Advance |                                                             |
| Pokémon FireRed och LeafGreen               | 1 oktober 2004      | Game Boy Advance | Remake på Pokémon Röd och Blå                               |
| Pokémon Emerald                             | 21 oktober 2005     | Game Boy Advance |                                                             |
| Pokémon Diamond och Pearl                   | 27 juli 2007        | Nintendo DS      |                                                             |
| Pokémon Platinum                            | 22 maj 2009         | Nintendo DS      |                                                             |
| Pokémon HeartGold och SoulSilver            | 26 mars 2010        | Nintendo DS      | Remake på Pokémon Guld och Silver                           |
| Pokémon Black och White                     | 12 mars 2011        | Nintendo DS      |                                                             |
| Pokémon Black 2 och White 2                 | 12 oktober 2012     | Nintendo DS      |                                                             |
| Pokémon X och Y                             | 12 oktober 2013     | Nintendo 3DS     |                                                             |
| Pokémon Omega Ruby och Alpha Sapphire       | 28 november 2014    | Nintendo 3DS     | Remake på Pokémon Ruby och Sapphire                         |
| Pokémon Sun och Moon                        | 23 november 2016    | Nintendo 3DS     |                                                             |
| Pokémon Ultra Sun och Ultra Moon            | 17 november 2017    | Nintendo 3DS     |                                                             |
| Pokémon Let's Go Pikachu och Let's Go Eevee | 16 november 2018    | Nintendo Switch  | Remake på Pokémon Gul                                       |
| Pokémon Sword och Shield                    | 15 november 2019    | Nintendo Switch  |                                                             |
| Pokémon Brilliant Diamond och Shining Pearl | 19 november 2021    | Nintendo Switch  | Remake på Pokémon Diamond och Pearl                         |
| Pokémon Legends: Arceus                     | 28 januari 2022     | Nintendo Switch  |                                                             |
| Pokémon Scarlet and Violet                  | 18 november 2022    | Nintendo Switch  |                                                             |

## Film och TV-serie
Pokémon började som anime, japansk, tecknad TV-serie, på 1990-talet och har gått varje säsong sedan starten utan planer på att sluta. I Sverige sändes första avsnittet på TV4, i mars år 2000. Serien har sänts i över 900 avsnitt. Ett antal animerade långfilmer har även gjorts. Japanska premiärdatum angivna.

## Manga
Det finns även Pokémon-manga-serier, främst publicerade av Shogakukan. De flesta av dessa skiljer sig i handling från TV-serien och påminner mer om TV- och kortspelen.

## Kortspelen
Samlarkortspelet Pokémon har ständigt utökats med nya kort och regler sedan det lanserades.
Kortspelet Pokémon så som det säljs i Sverige är helt på engelska. Spelet kallas för Pokémon TCG (trading card game).
Även ett onlinespel baserat på kortspelet har lanserats, kallat Pokemon TCG Online.

## Musik
Ett antal musikalbum med Pokémonmusik har släppts i Nordamerika, och de flesta i samband med visandet av de tre första Pokémonfilmerna på bio. Den 27 mars 2010 släpptes en tioårsjubileum-skiva med 18 låtar från ljudspåren från den engelska dubbningen av animen, detta var det första engelskspråkiga Pokémonalbumet på över fem år. Ljudspår från Pokémon-långfilmerna har släppts årligen i Japan i samband med biovisningarna. Pokémon 3: The Ultimate Soundtrack släpptes i Sverige under namnet Pokémon 3: Den ultimata samlingen.
| År              | Titel                                                  |
| --------------- | ------------------------------------------------------ |
| 29 juni 1999    | Pokémon 2BA Master                                     |
| 9 november 1999 | Pokémon: The First Movie                               |
| 8 februari 2000 | Pokémon World                                          |
| 9 maj 2000      | Pokémon: The First Movie Original Motion Picture Score |
| 18 juli 2000    | Pokémon: The Movie 2000                                |
| 2000            | Pokémon The Movie 2000 Original Motion Picture Score   |
| 23 januari 2001 | Totally Pokémon                                        |
| 3 april 2001    | Pokémon 3: The Ultimate Soundtrack                     |
| 9 oktober 2001  | Pokémon Christmas Bash                                 |
| 27 mars 2007    | Pokémon X: Ten Years of Pokémon                        |

## Pokémontyper
Pokémon kan vara av en eller två typer. I den senaste generationen av pokémonspelen finns det 18 olika pokémontyper.
Att en pokémontyp är bra mot en annan innebär att attacker av den typen är "super-effective".
Drakar (Dragon)
Pokémon-drakar är bra mot andra Pokémon-drakar. Dom enda typerna deras attacker är dåliga mot är stål och fe, och de är svaga mot attacker av typerna drake, fe och is. Drakarna är inte så många, och man får oftast varken en chans att fånga dem eller ens en skymt av dem förrän mot slutet av spelet. Några drakattacker: Dragon Pulse, Dragon Rage, Twister, Outrage och Dragon Claw. Som exempel på Pokémon-drakar kan nämnas Dratini, Kingdra, Bagon och Rayquaza. De flesta fullt utvecklade Pokémon-drakarna har mycket höga värden på alla attribut.
Eld (Fire)
Eld-typ-Pokémon är bra mot gräs-Pokémon, insekts-Pokémon, is-Pokémon och stål-Pokémon. Eld-attacker är dåliga mot Pokémon-drakar, sten-Pokémon och vatten-Pokémon. De första vilda eld-Pokémon man stöter på kommer oftast runt mitten av spelet. En av de Pokémon man får välja mellan i början av spelet är av denna typ. Eld-Pokémon är svaga mot attacker av typerna mark, sten och vatten. Några eldattacker är Ember, Flamethrower, Fire blast och Lava Plume. Exempel på eld-Pokémon är Charizard, Typhlosion, Blaziken, Infernape, Rapidash, Entei, Camerupt och Chimchar. Eld-pokémon har bra special-attack.
Elektricitet (Electric)
Pokémon av elektrisk typ är ytterst effektiva mot vatten-Pokémon och flygande Pokémon. Dock har de ingen effekt på mark-Pokémon. Deras attacker är också mindre effektiva mot Pokémon-drakar och gräs-Pokémon. Det enda som är riktigt effektivt mot en el-Pokémon är attacker av typen mark. De vanligast förekommande attackerna är Thunder Shock, Thunder Wave, Thunder och Thunder Bolt. Exempel på elektriska typer är Pikachu, Electivire, Ampharos och Jolteon. Det karaktäristiska för denna grupp av pokémon är snabbhet som exempelvis Electrode, eller tungt försvar som Magneton.
Flygande (Flying)
Flygande Pokémon är bra mot gräs-Pokémon, insekts-Pokémon och strids-Pokémon. Dessutom kan attacker av typen mark inte träffa dem. Deras attacker är svaga mot el-Pokémon, sten-Pokémon och stål-Pokémon. Flygande pokémon är svaga mot attacker av typerna el, is och sten. Flygande Pokémon är ganska vanliga, och alla förutom Tornadus är så kallade "dubbeltyper", det vill säga att de har typen flygande och en annan typ samtidigt. Den vanligaste kombinationen är normal-flygande, men det finns andra. Några flygattacker: Peck, Drill Peck, Fly och Sky Attack. Bland flygande Pokémon kan nämnas Pidgey, Spearow, Doduo, Skarmory, Butterfree och Zubat. Flygande Pokémon har som regel hög fart och attack.
Gift (Poison)
Giftiga Pokémon är bra mot gräs-Pokémon. De kan inte skada stål-Pokémon med sina attacker, och gör också lite skada mot andra gift-Pokémon och mot mark-Pokémon, spök-Pokémon och sten-Pokémon. Giftiga Pokémon är svaga mot attacker av typerna mark och psykisk. Giftiga Pokémon stöter man på rätt tidigt i spelet. Flera giftiga attacker kan förgifta motståndaren. Giftiga Pokémon kan själv inte bli förgiftade. Exempel på giftiga attacker: Sludge, Sludge Bomb, Poison Sting och Toxic. Bland giftiga Pokémon kan nämnas Beedrill, Grimer, Koffing och Oddish. Många giftiga Pokémon har högt försvar.
Gräs (Grass)
Gräs-Pokémon är bra mot vatten-Pokémon, mark-Pokémon och sten-Pokémon. Gräs-Pokémon gör lite skada mot eld-Pokémon, flygande Pokémon, giftiga Pokémon, insekt-Pokémon, gräs-Pokémon och stål-Pokémon. Gräs-Pokémon är svaga mot attacker av typerna eld, flygande, is och gift. Gräs-Pokémon är ganska vanliga, ofta som dubbeltyp tillsammans med gift. En av de Pokémon man får välja mellan i början är av denna typ. Några gräsattacker är Razor leaf, Absorb och Sleep powder. Exempel på gräs-pokémon är Venusaur, Meganium, Sceptile, Exeggcute, Victreebel, Sunflora och Torterra. Gräs-pokémon har bra special-försvar och HP.
Insekter (Bug)
Insekts-pokémon är bra mot gräs-Pokémon, mörka pokémon och psykiska pokémon. Deras attacker är svaga mot eld-Pokémon, flygande Pokémon, giftiga Pokémon och sten-Pokémon. Attacker som är bra mot insekter är eld, flygande och sten. Några insektsattacker är Twineedle, Megahorn och Leech life. Exempel på insekter är Butterfree, Beedrill, Pinsir och Heracross. De flesta insekter, men inte alla, genomgår flera utvecklingsstadier. De som gör det blir starka ganska tidigt i spelet, men de förlorar snart försprånget. Detta gäller till exempel nämnda Beedrill och Butterfree, samt Ledian och Ariados.
Is (Ice)
Is-Pokémon är bra mot flygande Pokémon, gräs-Pokémon, mark-Pokémon och Pokémon-drakar. Deras attacker är svaga mot eld-Pokémon, andra is-Pokémon, stål-Pokémon och vatten-Pokémon. Attacker som är effektiva mot Pokémon av denna typ är eld-, sten-, strids- och stålattacker. 
Is-Pokémon är ganska ovanliga. De flesta är "dubbeltyper" tillsammans med vatten. Bland isattacker kan nämnas Ice Beam, Blizzard och Aurora Beam. Is-Pokémon innefattar bland annat Dewgong, Swinub, Cloyster och Jynx. Is-Pokémon har ofta högt special-försvar.
Mark (Ground)
Mark-Pokémon är bra mot el-Pokémon, eld-Pokémon, giftiga Pokémon, sten-Pokémon och stål-Pokémon. Elektricitet påverkar inte Pokémon av denna typ. De kan inte träffa flygande Pokémon med sina attacker och de är också svaga mot gräs-Pokémon och insekts-Pokémon. Attacker som är effektiva mot mark är gräs, is och vatten.
Mark-Pokémon är det bästa försvaret mot elektricitet i spelet. Mark-Pokémon finns både som singel- och dubbeltyper, oftast tillsammans med sten. Mark-attacker värda att nämna är Dig, Earthquake och Magnitude. Bland mark-Pokémon finns bland annat Golem, Sandshrew, Diglett och Numel. Mark-Pokémon har hög attack.
Mörker (Dark)
Mörka Pokémon är bra mot Pokémon-spöken och psykiska Pokémon. Psykiska attacker kan inte skada dem. Deras attacker är svaga mot andra mörka Pokémon samt Pokémon av typerna fe, strid och stål. Attacker av typerna insekt och strid är bra mot mörka Pokémon. Mörka Pokémon är det bästa försvaret mot psykiska Pokémon och Pokémon-spöken. Det finns inte så många, och alla utom fem är dubbeltyper. Attacker av denna typ är bland annat Bite, Crunch, Faint Attack och Dark Pulse. Mörka Pokémon innefattar bland annat Houndour, Murkrow, Liepard och Umbreon. Många mörka Pokémon har hög special-attack.
Normal (Normal)
Pokémon av typen normal är ganska bra (varken super-effective eller not very effective) mot de flesta pokémontyper. Deras attacker gör mindre skada mot sten-Pokémon och stål-Pokémon och gör ingen skada alls mot spök-Pokémon. Normala Pokémon är svaga mot attacker av typen strid och attacker av typen spök gör ingen skada alls mot dem. Detta är en av de vanligaste Pokémon-typerna. Bland normala attacker kan nämnas Tackle, Quick Attack, Giga Impact och Hyper Beam. Exempel på normala Pokémon är Rattata, Arceus, Jigglypuff, Miltank och Whismur, men även flera flygande Pokémon som Pidgey och Taillow är av typen normal. Som regel har normala Pokémon bra attack.
Psykisk (Psychic)
Psykiska Pokémon är bra mot giftiga Pokémon och strids-Pokémon. Deras attacker är svaga mot andra psykiska Pokémon och mot stål-Pokémon. Mörka Pokémon påverkas inte alls av psykiska attacker. Attacker av typerna insekt, mörker och spök är effektiva mot sådana här Pokémon. De här Pokémon börjar förekomma ganska tidigt i spelet. De är ganska mångsidiga. Vanligast är singeltyper, men dubbeltyper förekommer också. Bland psykiska attacker kan nämnas Psybeam, Psychic, Extrasensory och Hypnosis. Psykiska Pokémon innefattar bland annat Abra, Drowzee, Espeon, Starmie och Xatu. Psykiska Pokémon har i regel hög special-attack.
Spöke (Ghost)
Pokémon-spöken är bra mot psykiska Pokémon och andra Pokémon-spöken. Deras attacker gör ingen skada mot normala Pokémon och är också svaga mot mörka Pokémon och stål-Pokémon. Attacker av typerna normal och strid kan inte träffa dem alls, men andra spök-attacker är bra mot dem, liksom attacker av typen mörker. Spöken är unika i de att de är immuna mot två attacktyper. Spöken är ovanliga och förekommer oftast sent i spelet. I de spel som har inbyggd klocka kan man bara hitta dem om natten. Bland spök-attacker kan nämnas Shadow Ball, Shadow Punch, Astonish, Night Shade och Destiny Bond. Pokémon-Spöken: Gastly, Duskull, Misdreavus och Shuppet. De flesta Pokémon-spöken har hög special-attack.
Sten (Rock)
Sten-Pokémon är bra mot eld-Pokémon, flygande Pokémon, insekts-Pokémon och is-Pokémon. Sten-attacker gör lite skada mot mark-Pokémon, strids-Pokémon och stål-Pokémon. Attacker av typerna gräs, mark, strid, stål och vatten är bra mot sten-Pokémon. Sten-Pokémon är starka mot normala Pokémon, något som är ganska sällsynt. Det finns inte så många olika att välja mellan, och singeltyper är ovanliga. Stenattacker: Rock Throw, Rock Slide och Ancientpower. Sten-Pokémon: Geodude, Onix, Rhyhorn, Aerodactyl, Omanyte och Kabuto. De flesta sten-Pokémon har högt eller mycket högt försvar.
Kamp (Fighting)
Kamp-pokémon är bra mot is-Pokémon, normala Pokémon, mörka Pokémon, sten-Pokémon och stål-Pokémon. Stridsattacker gör mindre skada mot flygande Pokémon, giftiga Pokémon, insekts-Pokémon och psykiska Pokémon och kan inte skada Pokémon-spöken alls. Attacker av typerna flygande och psykisk är bra mot strids-Pokémon. Dessa Pokémon är inga krigsivrare, men de är duktiga på kampsport. Det finns många att välja mellan och de flesta är singeltyper. De kan göra processen kort med normala Pokémon, ganska sällsynt. Stridsattacker: Karate Chop, Arm Thrust, Seismic Toss, Cross Chop och Focus Punch. Exempel på strids-Pokémon: Machop, Makuhita, Breloom, Blaziken, Mankey, Hitmonlee och Hitmonchan. Kamp-pokémon brukar ha hög attack.
Stål (Steel)
Stål-Pokémon är bra mot is-Pokémon och sten-Pokémon. Deras attacker gör mindre skada mot andra stål-Pokémon samt Pokémon av typerna elektricitet, eld och vatten. Attacker av typerna eld, mark och strid är bra mot dessa Pokémon. Stål-Pokémon är de mest defensiva av alla Pokémon. Över hälften av alla typer (10 av totalt 17) gör reducerad skada mot dem och gift kan inte skada dem. Många typer nästan helt utan svagheter gör minskad skada mot just stål. Stålattacker: Iron Tail, Steel Wing, Metal Claw, Meteor Mash. Stål-Pokémon: Steelix, Magnemite, Scizor, Klink och Metagross. De flesta stål-Pokémon excellerar i försvar och special-försvar.
Vatten (Water)
Vatten-Pokémon är bra mot eld-, mark- och sten-Pokémon. Vatten-attacker är svaga mot drak- och gräs-Pokémon. Vatten-Pokémon är svaga mot attacker av typerna elektricitet och gräs. Detta är en av de vanligaste Pokémon-typerna, och man börjar stöta på Pokémon av denna typ ganska tidigt i spelet. En av de Pokémon man får välja mellan i början är av denna typ. Några vattenattacker är Water gun, Hydro pump och Waterfall. Exempel på vatten-Pokémon är Blastoise, Feraligatr, Swampert, Empoleon, Gyarados, Suicune, Sharpedo, Psyduck och Manaphy. Vatten-pokémon har bra special-attack/försvar.
Fe (Fairy)
Fe-Pokémon är den nyaste typen av pokemons som först dök upp i spelet X&Y. Fe-pokemons är bra mot mörk-pokémon och drak-pokémon. De är inte så bra mot gift- och stål-pokemon. Eftersom fe-typen är ganska ny och har bara varit med i två generationer (snart en tredje) så finns det inte så många, exakt 53 styckna. Några av de mest välkända är Mimikyu, Gardevoir, Sylveon och Alolan Ninetales. Eftersom den är ny så har också många gamla pokemon fått den här typen. Några av dem är Gardevoir, Snubull och Granbull och Mr. Mime. Några av fe-attackerna är Moonblast, Dazzling gleam och Disarming voice.
Okänd (???)
Det finns inga lagliga ???-Pokémon, men däremot finns det en attack kallad Curse som innan generation fem var av denna typ. Den fungerar olika beroende på vilken typ den Pokémon har som använde den. Om den används av en spök-Pokémon, förlorar användaren halva sitt HP och lägger en förbannelse på motståndaren. Om attacken används av en Pokémon som inte är av typen spöke, kommer användarens Speed bli nedgraderad 1 level för att höja dess Attack och Defense. I Pokémon Black och White och senare är Curse en spök-attack.
I Diamond & Pearl's kodning finns en ???-typ Arceus sprite. Anledningen till detta är okänt, men en teori kan vara att hindra spelet från att försöka ladda data som inte finns, och på så sätt få spelet att krascha, om en spelare skulle hacka till sig en Arceus med typen ???.

### Tabell över Pokémontyper
| Normal skada | Väldigt effektiv | Inte så effektiv | Ingen effekt alls |
| ------------ | ---------------- | ---------------- | ----------------- |
|              | ✔                | —                | ✗                 |

| Försvarande Pokémon-typ | Försvarande Pokémon-typ | Försvarande Pokémon-typ | Försvarande Pokémon-typ | Försvarande Pokémon-typ | Försvarande Pokémon-typ | Försvarande Pokémon-typ | Försvarande Pokémon-typ | Försvarande Pokémon-typ | Försvarande Pokémon-typ | Försvarande Pokémon-typ | Försvarande Pokémon-typ | Försvarande Pokémon-typ | Försvarande Pokémon-typ | Försvarande Pokémon-typ | Försvarande Pokémon-typ | Försvarande Pokémon-typ | Försvarande Pokémon-typ | Försvarande Pokémon-typ |
| Attackerande typ        | Typer                   | Normal                  | Eld                     | Vatten                  | Gräs                    | Elektricitet            | Is                      | Kamp                    | Gift                    | Mark                    | Flygande                | Psykisk                 | Insekt                  | Sten                    | Spöke                   | Drake                   | Mörker                  | Stål                    |
| ----------------------- | ----------------------- | ----------------------- | ----------------------- | ----------------------- | ----------------------- | ----------------------- | ----------------------- | ----------------------- | ----------------------- | ----------------------- | ----------------------- | ----------------------- | ----------------------- | ----------------------- | ----------------------- | ----------------------- | ----------------------- | ----------------------- |
| Attackerande typ        | Normal                  |                         |                         |                         |                         |                         |                         |                         |                         |                         |                         |                         |                         | —                       | ✗                       |                         |                         | —                       |
| Attackerande typ        | Eld                     |                         | —                       | —                       | ✔                       |                         | ✔                       |                         |                         |                         |                         |                         | ✔                       | —                       |                         | —                       |                         | ✔                       |
| Attackerande typ        | Vatten                  |                         | ✔                       | —                       | —                       |                         |                         |                         |                         | ✔                       |                         |                         |                         | ✔                       |                         | —                       |                         |                         |
| Attackerande typ        | Gräs                    |                         | —                       | ✔                       | —                       |                         |                         |                         | —                       | ✔                       | —                       |                         | —                       | ✔                       | ✔                       | —                       |                         | —                       |
| Attackerande typ        | Elektricitet            |                         |                         | ✔                       | —                       | —                       |                         |                         |                         | ✗                       | ✔                       |                         |                         |                         |                         | —                       |                         |                         |
| Attackerande typ        | Is                      |                         | —                       | —                       | ✔                       |                         | —                       |                         |                         | ✔                       | ✔                       |                         |                         |                         |                         | ✔                       |                         | —                       |
| Attackerande typ        | Kamp                    | ✔                       |                         |                         |                         |                         | ✔                       |                         | —                       |                         | —                       | —                       | —                       | ✔                       | ✗                       |                         | ✔                       | ✔                       |
| Attackerande typ        | Gift                    |                         |                         |                         | ✔                       |                         |                         |                         | —                       | —                       |                         |                         | ✔                       | —                       | —                       |                         |                         | ✗                       |
| Attackerande typ        | Mark                    |                         | ✔                       |                         | —                       | ✔                       |                         |                         | ✔                       |                         | ✗                       |                         | —                       | ✔                       |                         |                         |                         | ✔                       |
| Attackerande typ        | Flygande                |                         |                         |                         | ✔                       | —                       |                         | ✔                       |                         |                         |                         |                         | ✔                       | —                       |                         |                         |                         | —                       |
| Attackerande typ        | Psykisk                 |                         |                         |                         |                         |                         |                         | ✔                       | ✔                       |                         |                         | ✔                       |                         |                         |                         |                         | ✗                       | —                       |
| Attackerande typ        | Insekt                  |                         | —                       |                         | ✔                       |                         |                         | —                       | —                       |                         | —                       | ✔                       |                         |                         | —                       |                         | ✔                       | —                       |
| Attackerande typ        | Sten                    |                         | ✔                       |                         |                         |                         | ✔                       | —                       |                         | —                       | ✔                       |                         | ✔                       |                         |                         |                         |                         | —                       |
| Attackerande typ        | Spöke                   | ✗                       |                         |                         |                         |                         |                         |                         |                         |                         |                         | ✔                       |                         |                         | ✔                       |                         | —                       | —                       |
| Attackerande typ        | Drake                   |                         |                         |                         |                         |                         |                         |                         |                         |                         |                         |                         |                         |                         |                         | ✔                       |                         | —                       |
| Attackerande typ        | Mörker                  |                         |                         |                         |                         |                         |                         | —                       |                         |                         |                         | ✔                       |                         |                         | ✔                       |                         | —                       | —                       |
| Attackerande typ        | Stål                    |                         | —                       | —                       |                         | —                       | ✔                       |                         | ✗                       | ✗                       | ✗                       |                         |                         | ✔                       |                         |                         |                         | —                       |